# Sverre Strandli

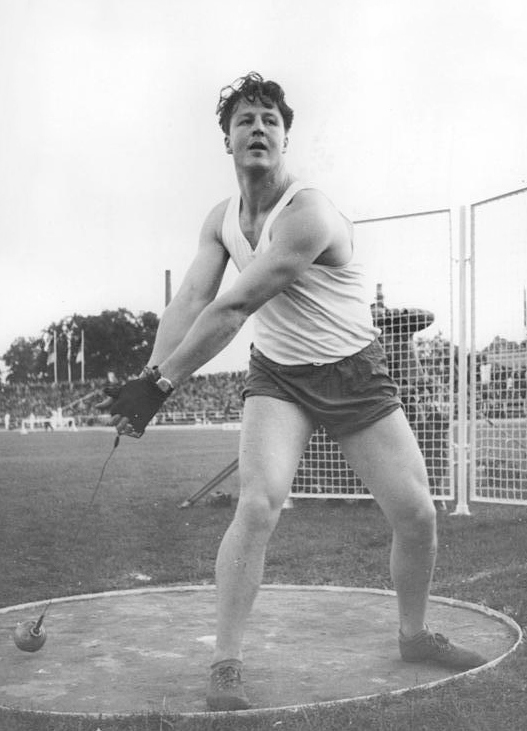
Sverre Strandli beim Länderkampf Norwegen gegen DDR 1955

Sverre Gunnar Strandli (* 30. September 1925 in Brandval; † 4. März 1985) war ein norwegischer Leichtathlet. Bei einer Körpergröße von 1,86 m betrug sein Wettkampfgewicht 93 kg.
Sverre Strandli gewann bei den Europameisterschaften 1950 in Brüssel den Wettbewerb im Hammerwurf mit einer Weite von 55,71 Meter vor dem Italiener Teseo Taddia mit 54,73 Meter. Nach diesem Erfolg wurde Strandli 1950 zum Sportler des Jahres in Norwegen gewählt.
Bei den Olympischen Spielen 1952 in Helsinki erreichte er mit 56,36 Meter Platz 7, wobei ausschließlich europäische Werfer vor ihm lagen. Es siegte der Ungar József Csermák, dem mit 60,34 Meter der erste Sechzig-Meter-Wurf überhaupt gelang. Am 14. September 1952 übertraf Sverre Strandli beim Länderkampf Norwegen gegen Finnland in Oslo Csermáks Weltrekord mit 61,25 Meter.
Am 5. September 1953 verbesserte Sverre Strandli bei einem Sportfest in Oslo den Weltrekord ein zweites Mal, diesmal auf 62,36 Meter. In diesem Wettkampf kamen die beiden ungarischen Olympiasieger Imre Németh und József Csermák auf die Plätze 2 und 3. Für diesen Weltrekord wurde Strandli erneut Norwegens Sportler des Jahres.
Bei den Europameisterschaften 1954 in Bern warf Strandli den Hammer auf 61,07 Meter. Er gewann aber nur Silber, weil der für die Sowjetunion antretende Weißrusse Michail Kriwonosow mit 63,34 Meter einen neuen Weltrekord warf.
In Melbourne bei den Olympischen Spielen 1956 belegte Strandli mit 59,21 Meter Rang 8. Vier Jahre später bei den Olympischen Spielen 1960 in Rom warf Strandli mit 63,05 Meter weiter als bei seinem Weltrekord, erreichte aber mit dieser Weite nur noch Platz 11. Bei den Europameisterschaften 1962 in Belgrad verpasste Strandli mit 61,78 Meter als Dreizehnter der Qualifikation den Finaleinzug. Zum Saisonende warf Strandli am 8. Oktober 1962 in Trondheim mit 63,88 Meter seine persönliche Bestleistung, lag aber nun schon fast sieben Meter hinter dem Weltrekord des US-Amerikaners Hal Connolly zurück.
Strandli war norwegischer Meister im Hammerwurf in den Jahren 1949–1954, 1956–1957 und 1960–1962, zusätzlich wurde er 1954 norwegischer Meister im Kugelstoßen. Im Hammerwurf stellte Strandli insgesamt 21 norwegische Landesrekorde auf.